# جورج غرافتون ويلسون
جورج غرافتون ويلسون (بالإنجليزية: George Grafton Wilson)‏ هو أستاذ جامعي أمريكي، ولد في 29 مارس 1863 في Plainfield, Connecticut ‏ في الولايات المتحدة، وتوفي في 30 أبريل 1951 في كامبريدج في الولايات المتحدة.